# Karl Stülpner

Carl Stülpner nach einem Stich von 1835

Karl Stülpner, eigentlich Carl Heinrich Stilpner, (* 30. September 1762 in Scharfenstein; † 24. September 1841 ebenda) war ein erzgebirgischer Soldat, Wilderer, Schmuggler, Fabrikant und Lebenskünstler.
Literarisch ausgeschmückte zeitgenössische Biographien und nachfolgend noch freiere Darstellungen seiner Lebensgeschichte in Erzählungen, Romanen, volkstümlichen Theaterstücken und schließlich Verfilmungen haben zu einer umfangreichen Legendenbildung geführt und dazu beigetragen, dass Stülpner in seiner Heimatregion noch heute als Volksheld angesehen und gelegentlich als „sächsischer Robin Hood“ bezeichnet wird.

## Geschichtlicher Hintergrund

### Sachsen
Während des Siebenjährigen Krieges (1756–1763) hatte das Kurfürstentum Sachsen erhebliche Schäden erlitten und war am Ende hoch verschuldet. Im Zuge des Rétablissements leiteten Kurfürst Friedrich Christian († 1763) und Prinz Xaver (Regent von 1763 bis 1768) eine Reihe von Reformen ein, die u. a. die beginnende Industrialisierung förderten. Eine ebenfalls geplante Neuordnung der Wald- und Wildbewirtschaftung gelangte dagegen nicht zur Ausführung. Auch an der Situation der bäuerlichen Bevölkerung änderte sich wenig. Wirtschaftliche Notlagen und andere Missstände führten zum Bauernaufstand von 1790, der mit Militärgewalt niedergeschlagen wurde. Zwischen 1805 und 1814 verursachten die Napoleonischen Kriege erneut materielle Belastungen sowie politische Unsicherheit.

### Erzgebirge
Im Gefolge des jahrhundertelangen Bergbaues war das Erzgebirge relativ dicht besiedelt und wurde bis an die Grenze des damals Möglichen ackerbaulich genutzt. Die von den Grund- und Landesherren betriebene Überhege der Wildbestände schmälerte die im rauen Klima ohnehin bescheidenen und unsicheren Erträge der Landwirtschaft zusätzlich. Nach Missernten und Teuerungen in den Jahren 1771 und 1772 kam es zu einer Hungersnot, die mehrere tausend Opfer forderte.

### Grundherrschaft Scharfenstein
Besitzer des Rittergutes Scharfenstein waren um 1800 verschiedene Angehörige der Familie von Einsiedel, die Grund- und Gerichtsherren von Scharfenstein und Gütern in Dittersdorf bei Zschopau, Grießbach, Großolbersdorf, Grünau bei Wolkenstein, Hohndorf bei Zschopau, Hopfgarten bei Wolkenstein, Kemtau, Scharfenstein, Weida bei Scharfenstein und Weißbach bei Zschopau waren. Die Bewirtschaftung des Gutes Scharfenstein war einem Pächter und die Wahrnehmung des Patrimonialgerichtes einem in Thum ansässigen Gerichtsverwalter übertragen worden. Eine permanente Gendarmerie oder Polizei stand dieser Herrschafts- und Justizstruktur noch nicht zur Verfügung. Die Auseinandersetzung mit Wilderern blieb weitgehend den Jagd- und Forstangestellten vor Ort überlassen.

## Biographische Quellen

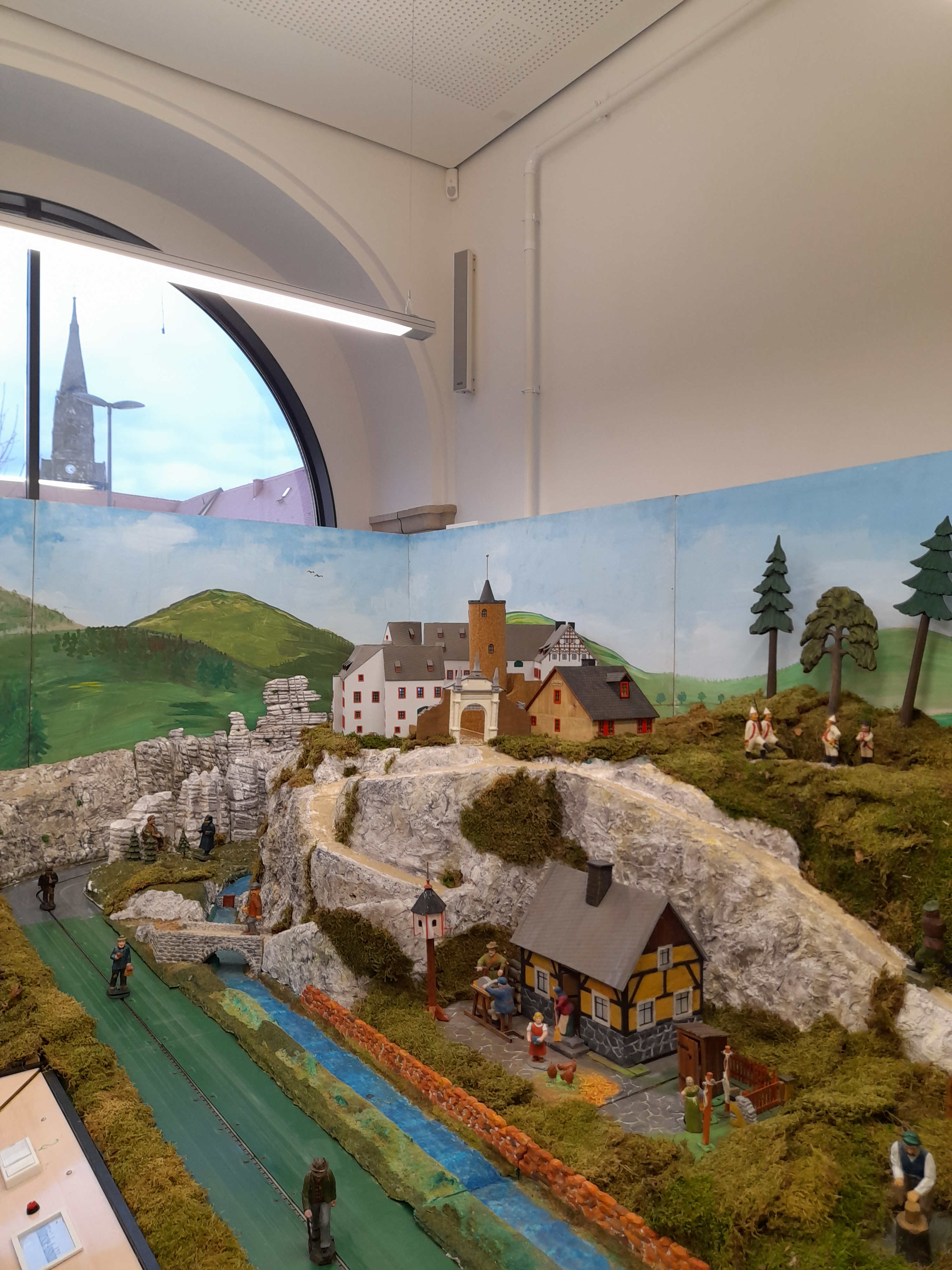
Stülpnerberg, Heimatberg über das Leben von Karl Stülpner in Zwickau-Planitz

Nur wenige Details aus Karl Stülpners Lebenslauf sind urkundlich belegbar. Ein großer Teil der überlieferten Geschichten basiert allein auf den eher literarischen als dokumentarischen Werken seiner Zeitgenossen Friedrich von Sydow und Carl Heinrich Wilhelm Schönberg. Systematische Recherchen in amtlichen Unterlagen wurden erst ab der zweiten Hälfte des 20. Jahrhunderts unternommen, insbesondere durch den Lehrer und Heimatforscher Johannes Pietzonka. Dabei traten viele Differenzen zwischen der tradierten Überlieferung und der Aktenlage zutage. Die meisten der Abenteuer und Anekdoten, die das Charakterbild Stülpners und seine langanhaltende Popularität prägten, sind aber ohnehin so beschaffen, dass sie sich jeder Überprüfung entziehen.
Friedrich von Sydow verbrachte seine Kindheit in Thum, trat 1794 als Dreizehnjähriger in das Infanterieregiment „Prinz Maximilian“ ein, in dem 1779–1785 und 1800–1807 auch Stülpner diente, und war anfangs wie dieser im Erzgebirge stationiert. Nach einer wechselvollen Militärkarriere erschien v. Sydow im März 1812 im Rang eines Premierlieutenants als Platzkommandant in Freiberg und veröffentlichte dort im Juni und Juli desselben Jahres unter dem Autorenkürzel F. v. S. in den Nummern 23 bis 29 der Wochenzeitung „Freyberger gemeinnützige Nachrichten“ eine Fortsetzungsgeschichte mit dem Titel Carl Stülpner, ein berüchtigter Wildschütz im sächsischen Erzgebirge. Wann und wie die darin beschriebenen Begebenheiten zu seiner Kenntnis gelangt waren, legte er darin jedoch nicht dar.
Zwanzig Jahre später publizierte v. Sydow, nunmehr im Ruhestand in Sondershausen lebend, das Material erneut und erweitert unter dem Titel Der berüchtigte Wildschütz des Erzgebirges Carl Stülpner – Ein biographisches Gemählde, der Wahrheit treu angelegt und mit romantischen Farben ausgemahlt. In diesem Werk ist die Ausschmückung mit fiktiven Elementen offensichtlich.
Weitere drei Jahre später erschien Carl Stülpner’s merkwürdiges Leben und Abenteuer als Wildschütz im sächs. Hochgebirge, sowie dessen erlittene Schicksale während seines unter verschiedenen Kriegsperioden und Nationen gethanen 25jährigen Militairdienstes. Von ihm selbst der Wahrheit treu mitgetheilt, und herausgegeben von Carl Heinrich Wilh. Schönberg. Wann, wo und in welcher Weise Schönberg mit Stülpner in Kontakt stand, ist bislang nicht bekannt. Zu v. Sydows Stülpner-Biographie von 1832 bemerkt Schönberg, diese sei […] weder mit Wissen, noch mit Bewilligung Stülpners […] herausgegeben […] worden und enthalte übertriebene und falsche Angaben. Soweit inhaltliche Übereinstimmung besteht, ähnelt Schönbergs Text aber oft nahezu wörtlich dem seines Vorgängers.
Die Historie  von Karl Stülpner, dem kühnen Wildschützen des sächsisch-böhmischen Erzgebirges, in poetischem Gewande geschildert und nach Stülpners eigener Ueberlieferung mitgetheilt von Paul Haar 1888 ist eine Bearbeitung der Schönbergschen Biographie. Im Unterschied zu anderen literarischen Nachverwertern betrieb Haar aber selbst Nachforschungen vor Ort und präsentierte einige bis dato unveröffentlichte Episoden und Daten in Form von Fußnoten. Als Gewährsmann nennt er den Scharfensteiner Ortsvorsteher Wilhelm Gottschalk, dessen Hausgenosse Stülpner zeitweise war.
Die Zusammenschau dieser Quellen ergibt folgende

## Kompilierte Biographie

### 1762 bis 1779, Kindheit und Jugend

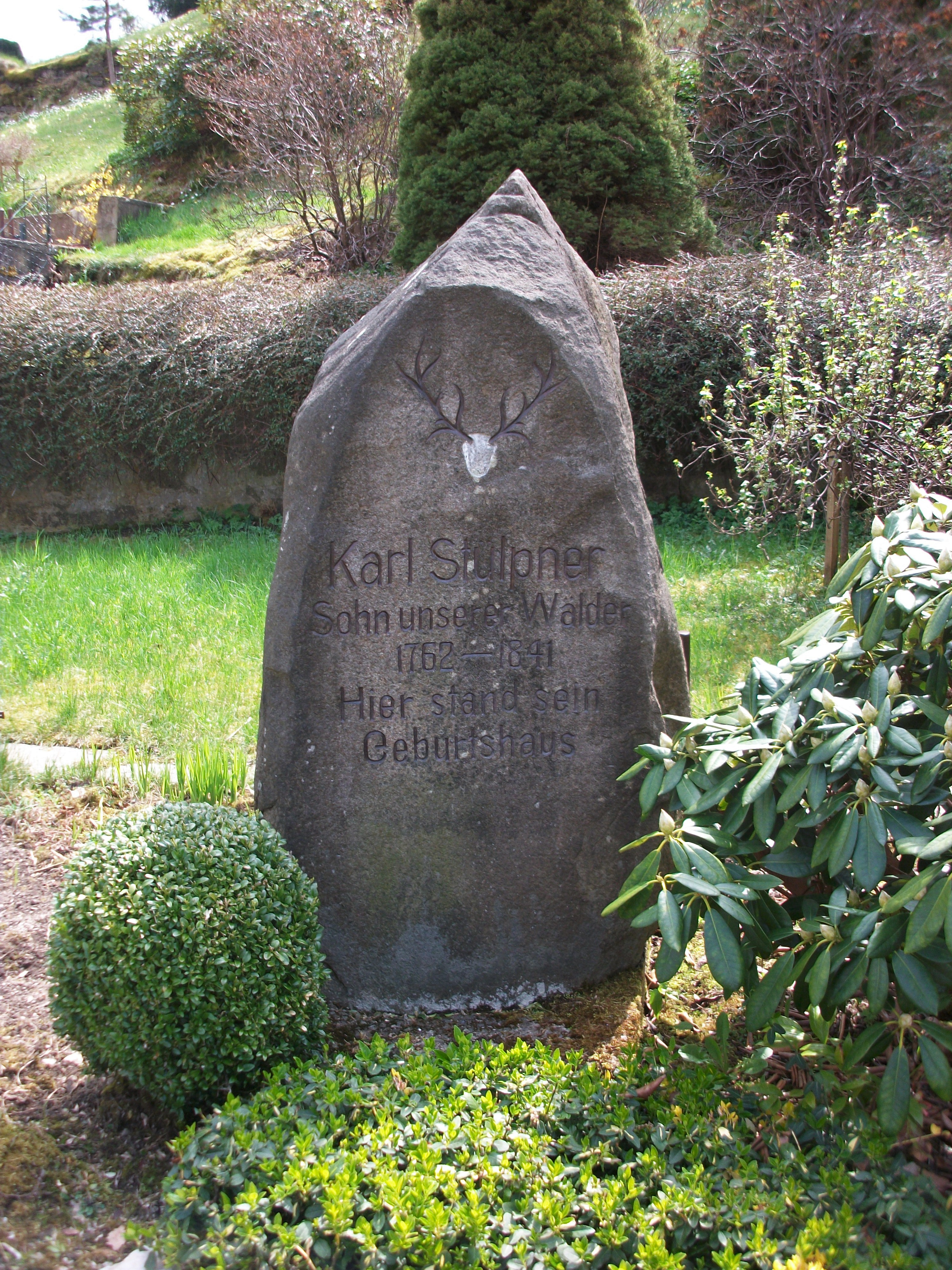
Karl-Stülpner-Gedenkstein am Standort des Geburtshauses in Scharfenstein

Carl Heinrich Stilpner kam am 30. September 1762 (laut Schönberg am 20. September 1761) als letztes von acht Kindern des Johann Christoph Stilpner zur Welt. Die Familie besaß seit 1745 in Scharfenstein ein Häusleranwesen mit Garten und einem Stück Hochwald, den Lebensunterhalt erwarb Karls Vater hauptsächlich als Mühlknappe und Schuster. Karls Mutter Marie Sophie war eine Tochter des Häuslers und Schützen Melchior Schubarth (laut Schönberg: […] des herrschaftl. Försters in Scharfenstein, eines gewissen Mälcher […]).
Schönberg: Nachdem er schulfähig geworden, wurde er […] in die eine halbe Stunde entfernte Schule in Großolbersdorf geschickt.

Pietzonka: Der Heimatforscher R. Höfer weiß aus alten Schulakten zu berichten, daß Karl in den Jahren 1771 bis 1774 zu Rektor Johann Gotthelf Gläser in die Knabenschule gegangen sei […].
Schönberg: Als Karl […] das achte Jahr erreicht hatte, starb sein Vater […] an den Folgen einer Brustentzündung.

Pietzonka: Im zuständigen Totenregister zu Großolbersdorf findet sich kein entsprechender Vermerk, es weist allerdings eine von 1771 bis 1774 reichende Eintragungslücke auf.
1772 verzeichnet das Gerichtsrepertorium Scharfenstein einen Bericht über die auf dem hiesigen Schlosse von Marien Sophien Stilpnerin, ihrem Söhnchen und Schwiegersohn Gottfried Mehnern begangene Fleisch- und Getreidedeube (Deube = Diebstahl). Dies ist lediglich ein Registriervermerk, der nicht verrät, ob es nachfolgend zu einer Anklage und Verurteilung gekommen ist. Der Bericht selbst ist verschollen, der Name des „Söhnchens“ bleibt somit ungenannt. Karl war zu dieser Zeit etwa zehn, die beiden anderen Söhne der Stilpnerin etwa 16 bzw. 21 Jahre alt. Schönberg und von Sydow erwähnen den Vorfall nicht.
Schönberg: Mit dem Eintritte seines 10. Jahres nahm ihn ein Anverwandter, der Förster Müller aus Ehrenfriedersdorf, zu sich […]. Dort wurde Karl mit dem Jägerhandwerk vertraut gemacht.

Pietzonka: Nachweisbar ist die Existenz eines Forstadjunktes C. C. Müller in Ehrenfriedersdorf, das Verwandtschaftsverhältnis dagegen bisher nicht.
Schönberg: Hier in Ehrenfriedersdorf blieb Carl bis zu seinem 12ten Jahre, wo er dann auf dringendes Verlangen seiner Mutter wieder zu ihr nach Scharfenstein zurück kehrte.

Haar: 1774 wurde das Haus der Stilpners wegen aufgelaufener Schulden zwangsversteigert. Marie Sophie Stilpner behielt jedoch das Recht auf freie Wohnung im Hause bis zu ihrem Tode.

Schönberg: Karl nahm Gelegenheitsarbeiten an, um zum Lebensunterhalt beizutragen. Auch als er nach zurückgelegtem 14ten Jahre in Großolbersdorf von dem würdigen Pastor Portius confirmiert worden war, blieb er noch in der Behausung  seiner Mutter, und suchte durch allerlei für ihn passende Handarbeiten für sich und seine Mutter […] die nothwendigsten Lebensbedürfnisse zu befriedigen. Wegen seiner Jagdkenntnisse wurde er auch zu herrschaftlichen Jagden herangezogen.
Laut Schönberg wurde Karl Stülpner bereits im Alter von weniger als 16 Jahren erstmals zum Militärdienst einberufen. Er habe im Bayerischen Erbfolgekrieg (1778/79) zwei Jahre als Trainsoldat gedient und sei schließlich nur auf energisches Betreiben seiner Mutter entlassen worden und nach Scharfenstein zurückgekehrt. Von Sydow berichtet von dieser Episode nichts. Pietzonka erwähnt sie mit Verweis auf Schönberg, fand aber selbst keine bestätigenden Dokumente und vermutet eher nur einen Hilfsdienst als „Troßbube“.
Haar: Mit etwa 18 Jahren soll Stülpner von einem Förster beim Wildern ertappt und durch einen Schrotschuss an der Stirn verletzt worden sein.

### 1779 bis 1785, Militärdienst
Historische Mannschaftslisten belegen, dass sich Carl Heinrich Stilpner im November 1779 gegen ein Handgeld von 2 Talern 18 Groschen, d. h. freiwillig, zu einer achtjährigen Dienstzeit beim sächsischen Infanterieregiment „Prinz Maximilian“ verpflichtete und im Januar beim Regiment in Chemnitz in Zuwachs genommen wurde. Von Sydow erwähnt 1812 diesen Militäreintritt Stülpners ohne weitere Einzelheiten. Erst in seinem Roman von 1832 fügte er die Geschichte ein, Stülpner sei zwangsweise rekrutiert worden, dem Rekrutierungskommando aber entwischt und nach Chemnitz vorausgeeilt, um sich dort durch scheinbar freiwilligen Eintritt wenigstens noch das Handgeld zu verschaffen. Schönberg beschreibt ebenfalls eine Zwangsrekrutierung, jedoch ohne die Fluchtepisode.
Karl Sewart weist darauf hin, dass Stülpners Eintritt in Chemnitz tatsächlich ungewöhnlich war, denn nach Maßgabe der seinerzeit festgelegten Rekrutierungsbezirke gehörte er eigentlich dem Einzugsgebiet des Zschopauer Truppenteils an. Durch eine im November 1784 beurkundete Versetzung Stülpners nach Zschopau war diese Unregelmäßigkeit wieder beseitigt. Schönbergs Angabe, dass Stülpner drei Jahre in Zschopau gedient habe, passt nicht zur Datierung des Versetzungsvermerkes. Letzterem zufolge dürfte er nur wenige Wochen dort gewesen sein. Schönberg nennt explizit als Grund für die Versetzung, dass gegen Stülpner zunehmend Beschwerden wegen Wilderei eingegangen seien. Stülpner sei zwar im Rahmen seines Dienstes ganz offiziell mit Jagdaufgaben in den von seinen Vorgesetzten gepachteten Revieren betraut gewesen, habe dabei jedoch oft und mit stillschweigender Billigung seiner Auftraggeber die Reviergrenzen überschritten. Auch v. Sydow vermeldet illegale Jagdaktivitäten Stülpners, jedoch nur auf eigene Hand während der Heimaturlaube in Scharfenstein.
Ende 1784 ist aktenkundig, dass Stülpner wegen Tätlichkeiten gegen einen Jäger in Arrest beim Stab genommen wurde. Dieser Arrest währte mehr als ein halbes Jahr, ohne dass eine Verurteilung erfolgte. Stülpner wurde sogar als Gefangener zu einem Manöver mitgeführt. Auf dem Rückmarsch ist er dann laut Mannschaftsliste am 3. Juli 1785 in Simselwitz bei Döbeln außen Arrest desertiert.

### 1785 bis 1794, Wander- oder Wildererzeit

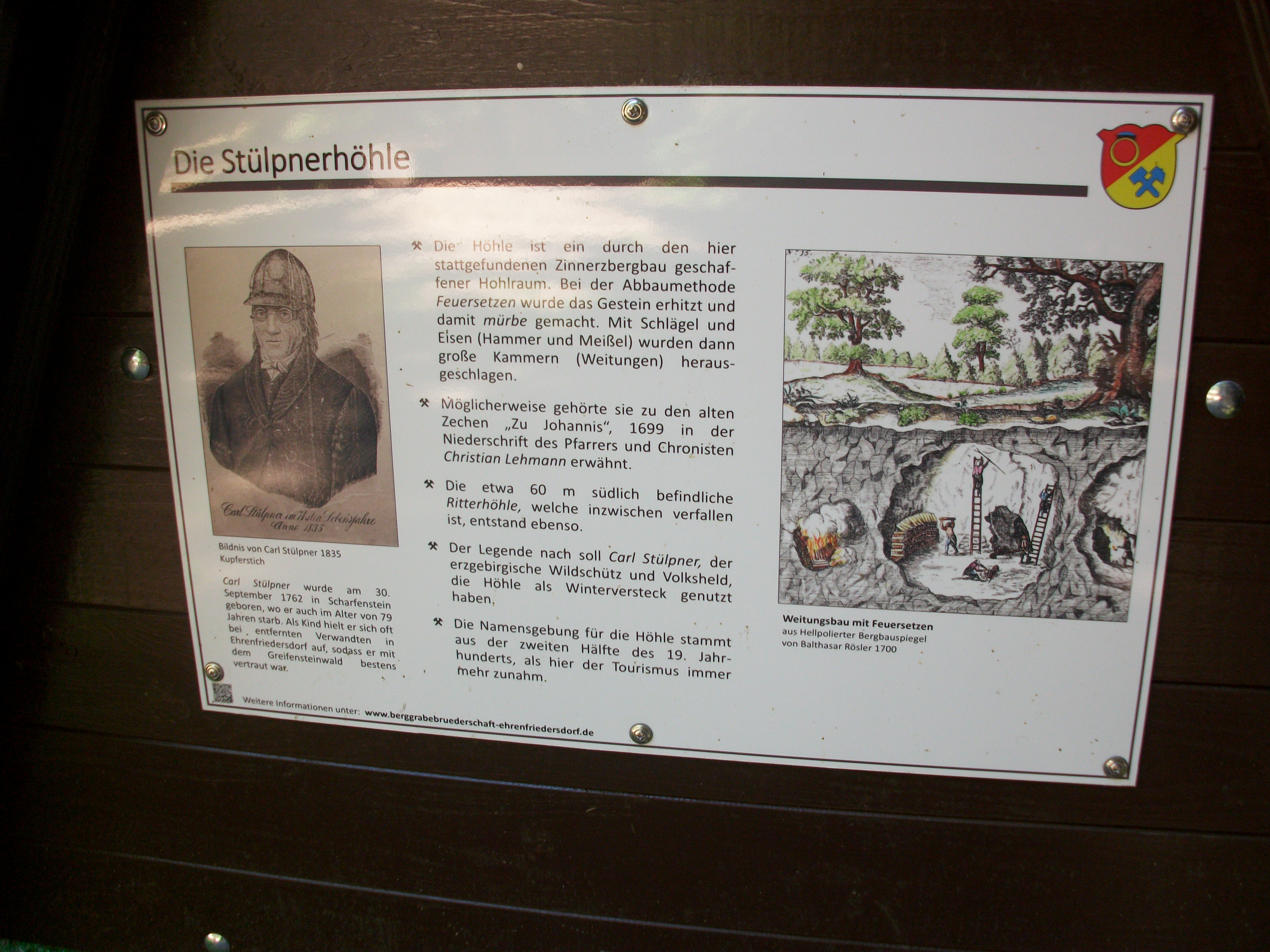
Infotafel Stülpnerhöhle bei den Greifensteinen

Laut Schönberg kehrte Stülpner nach seiner Desertion nur kurz nach Scharfenstein zurück und setzte sich dann nach Böhmen ab. Für die nächsten Jahre nennt Schönberg folgende Stationen (Schreibweise der Ortsnamen lt. Quelle):
- 2 Jahre als Hausknecht in einem Gasthof in Grümau (wahrscheinlich Krima, heute Křimov) bei Sebastiansberg
- 3 Jahre als Forstadjunkt bei einem Grafen von Nostitz in Heinrichsgrün
- 10 Monate als Jäger bei einem ungarischen Grafen namens Wesslini (wahrscheinlich Wesselényi) in Debrezyn
- Wanderung über Wien nach Böhmen, Bayern, Unterösterreich, Tirol, Innsbruck, Schweiz, Baden, Hessen, Hannover
- bei Osterode als Dragoner angeworben, nach 1 Jahr und 4 Monaten desertiert
- einige Zeit wieder im Erzgebirge als Wilderer
- einige Zeit um Baireuth
- 2 Jahre als Revierjäger bei einem Herrn von Reitzenstein auf Kunersreuth
- 14 Monate als Revierjäger bei einem Herrn von Plotaw auf Zedwitz in der Gegend von Hof
- durch preußische Werber in Bayreuth zwangsrekrutiert
- 2 Jahre als Musketier beim Infanterieregiment Prinz Heinrich in Spandau
- 1792/93 Teilnahme am Interventionskrieg gegen Frankreich
- im Herbst 1793 bei Weissenburg desertiert
- Ostern 1794 nach Scharfenstein und zum Leben als Wilderer zurückgekehrt

Nichts davon konnte bislang nachgewiesen werden. Außerdem passt die Summe der von Schönberg genannten Zeitspannen bei weitem nicht in das Intervall zwischen Juli 1785 und Ostern 1794. Bei v. Sydow führt Stülpner stattdessen während der fraglichen Zeit durchweg ein Leben als Wilderer im sächsisch-böhmischen Grenzgebiet.
Klaus Hoffmann zitiert 1974 aus dem Repertorium des Justizamtes Wolkenstein den Registriervermerk einer ACTA, die auf des Revierförsters, H. Johann Gottlieb Fierigs in Jöhstadt, Veranlaßung im Ober-Amte Preßnitz beschehene Arretur des berüchtigten Wildprets-Diebes, Carl Heinrich Stülpners, und deshalb erfolgte gehorsamste Berichterstattung s. w. d. m. anhängig betr. 1788. Wenngleich die Akte selbst verschollen ist und die Registernotiz nicht verrät, ob der „Arretur“ eine Anklage und Verurteilung folgte, hält Hoffmann eine längere Haftstrafe für wahrscheinlicher als ausgedehnte Reisen.

### 1794 bis 1800, Rückkehr in die Gesellschaft

Persönliche Gegenstände aus dem Wildschütz- und Alltagsleben Stülpners im Museum sächsisch-böhmisches Erzgebirge, Bergmagazin Marienberg

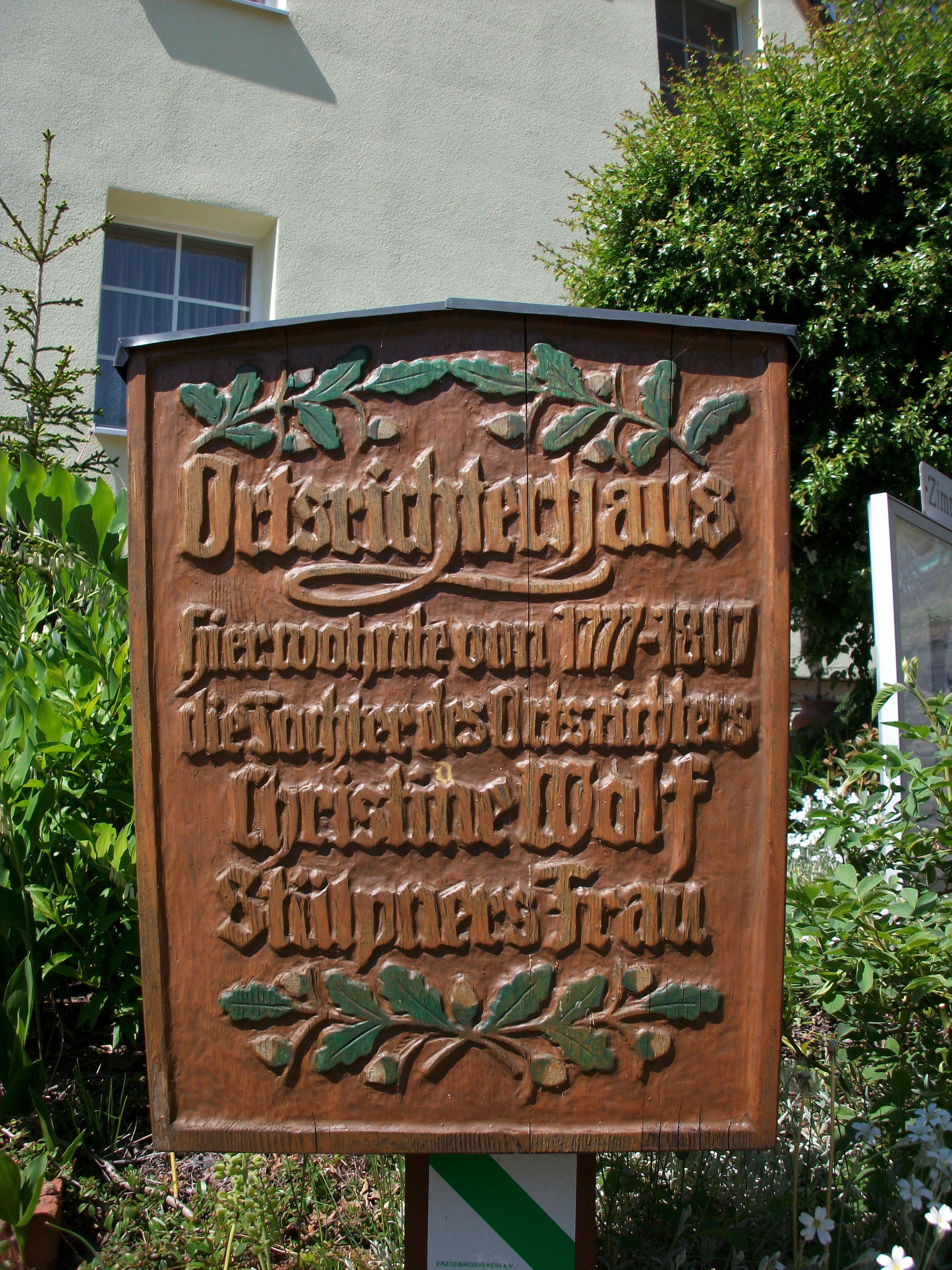
Ehemaliges Ortsrichterhaus Scharfenstein, Infotafel Wohnhaus von Karl Stülpners Frau

Als nächstes markantes Ereignis ist ein fehlgeschlagener Versuch der grundherrschaftlichen Gerichtsbehörde überliefert, Stülpner im Domizil seiner Mutter in Scharfenstein zu verhaften. Nicht nur v. Sydow und Schönberg berichten darüber ausführlich, sondern auch ein Beteiligter und Augenzeuge, der Oberförster Pügner aus Geyer. Pügners Bericht an seinen Vorgesetzten nennt unter anderem den genauen Zeitpunkt der Aktion: die Nacht vom 12. zum 13. Oktober 1795. In einigen Punkten, z. B. der Aufzählung der bei der Hausdurchsuchung konfiszierten Jagdutensilien Stülpners, stimmen v. Sydow und Schönberg mit Pügner bis in unscheinbare Details überein. In anderen Punkten unterscheiden sich die Darstellungen beträchtlich, besonders hinsichtlich der Gegenaktion Stülpners, der sogenannten „Belagerung der Burg Scharfenstein“, die seither als sein bekanntester und dreistester Streich gilt. Nebenbei enthält Pügners Bericht auch einen Hinweis auf Stülpners Lebensgefährtin: Da er nicht wie erhofft im Haus angetroffen, aber im Ort gesehen worden war, entstundt die Vermuthung, daß der Stilpner ein Mensch in Scharfenstein caresiret (d. h. sich mit einem Mädchen vergnügt hat). Er vermuthlich bey diesem Mensch mag gesteckt haben.
Einschränkend muss bemerkt werden, dass vom Bericht des Oberförsters Pügner nur noch der Wortlaut überliefert ist. Der Schriftsteller Kurt Arnold Findeisen, auch Verfasser eines Stülpner-Romans, zitierte ihn 1921 in der von ihm herausgegebenen Zeitschrift „Sächsische Heimat“. Das Dokument selbst war bei Nachforschungen zu Beginn des 21. Jhds. unauffindbar.
Im zeitlichen Umfeld der Verhaftungsaktion, also um 1795, soll Stülpner begonnen haben, die Möglichkeit seiner Begnadigung und Rückkehr ins normale Leben zu erkunden. Zu diesem Zweck habe er lt. v. Sydow den Pächter des Ritterguts Scharfenstein angesprochen, lt. Schönberg außer dem Pächter namens Philipp (nachgewiesen ist Samuel Gottlieb Philipp in Scharfenstein bis 1798) auch den Grundherren Major von Einsiedel (anhand des Dienstgrades kann Alexander Abraham von Einsiedel, gest. 1798, identifiziert werden). In der Folge sei es zu einer inoffiziellen Übereinkunft gekommen: Stülpner stellt das Wildern ein und verweilt unauffällig in Scharfenstein, im Gegenzug wirken ihm wohlgesinnte Persönlichkeiten auf seine Begnadigung hin. Stülpner sei dabei zugutegehalten worden, dass er, von der Wilderei abgesehen, nie schwere Verbrechen beging, im Gegenteil sogar Räubern das Handwerk legte.
In der Ausgabe vom 17. Dezember 1795 veröffentlichte das Nachrichtenblatt „Leipziger Zeitungen“ einen Steckbrief mit der Personenbeschreibung Stülpners und der Zusicherung von 50 Talern Belohnung für seine Ergreifung, desgleichen für Hinweise, die zu seiner Verhaftung führen. Zu den Unterzeichnern gehört u. a. Julius Friedrich David von Zinsky. Andererseits erwähnt Schönberg einen Rittmeister von Zinsky als einen der Gönner Stülpners, der ihn auf dem Weg der Resozialisierung auch materiell unterstützte.
Am 26. Februar 1796 beurkundet das Register zu Großolbersdorf Ein todtgeborenes Söhnlein Hannen Christianen Wolfin, so sie in Unehren empfangen von Heinrich Stilpner aus Scharfenstein […]. mit der Bemerkung: Stilpner hat sich, da er sich nicht selbst darf sehen lassen, bey der Nacht gegen die hiesige verpflichtete Wehefrau Wolfin als Vater dieser Leibesfrucht angegeben […]. Stülpners Geliebte Johanne Christiane Wolf, die Tochter des Scharfensteiner Ortsrichters Johann Christian Wolf, war seinerzeit achtzehn Jahre alt, Stülpner dreiunddreißig.
Am 11. Juli 1799 wurde die Geburt der Tochter Johanne Eleonore registriert. Stülpner hatte sich wiederum unverzüglich zur Vaterschaft bekannt.

### 1800 bis 1807, zweiter Militärdienst

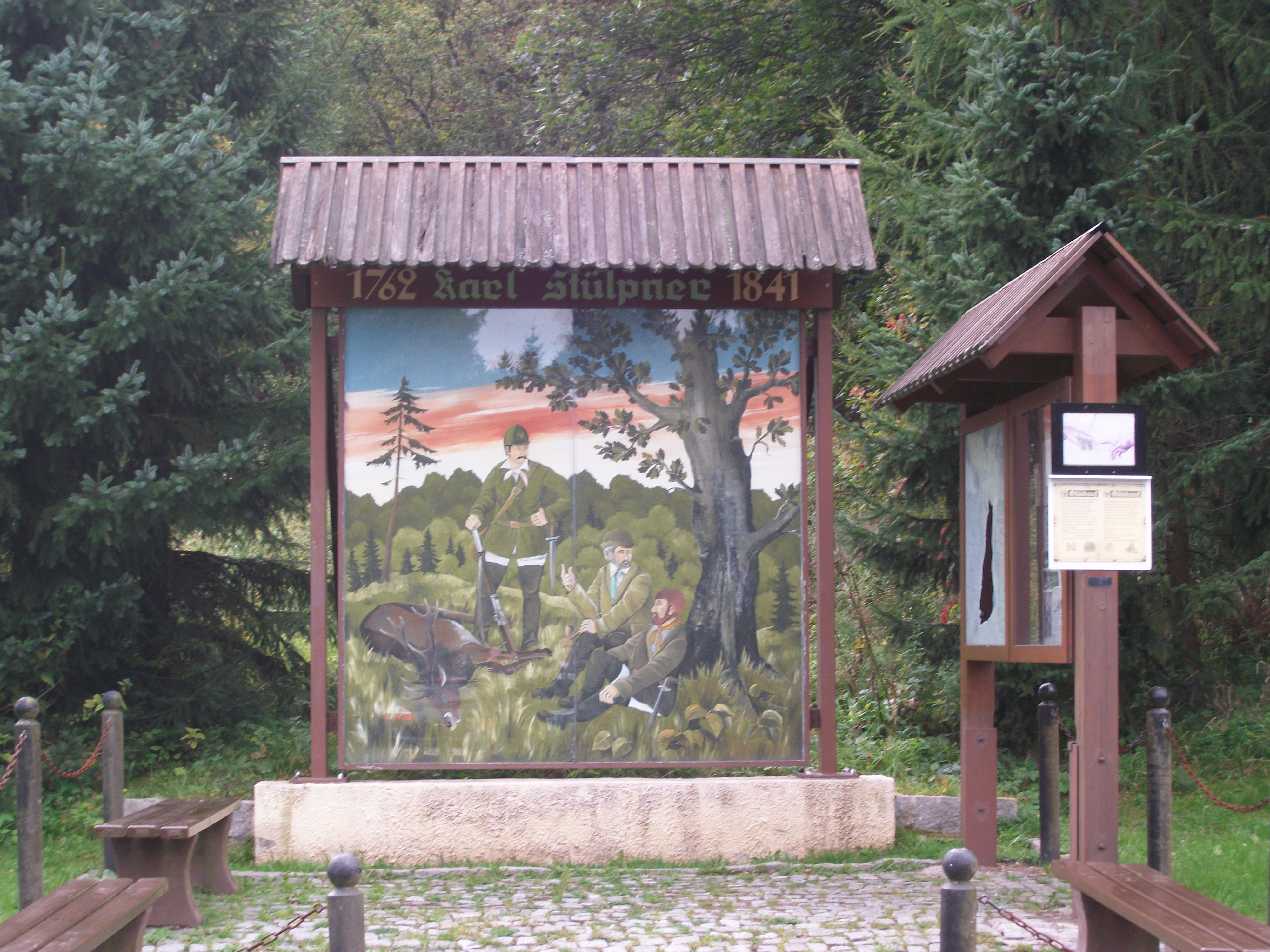
Christophhammer, Karl-Stülpner-Denkmal (2017)

Anhaltspunkte für Stülpners Rückkehr zum Militär gibt eine Mannschaftsliste des Regiments Prinz Maximilian. Neben seinen Personalien steht dort unter der Rubrik Auf was Art er zu diesem Regiment und Compagnie gekommen? die Notiz: d. 11. Sept. 1800 als Arrestant gemeldet. In der Rubrik Ob er eine Capitulation habe? ist notiert: Nein! Dies bedeutet, dass Stülpners 1779/80 vereinbarte „Capitulation“ (d. h. Dienstzeitbegrenzung) von 8 Jahren nicht mehr gültig war, was den damaligen Bestimmungen für Deserteure entsprach. Ansonsten wurde Stülpner lt. v. Sydow wegen der inzwischen 15 Jahre zurückliegenden Desertion lediglich noch mit einem vierwöchigen Arrest bestraft, lt. Schönberg kam er sogar ohne jegliche Strafe davon. Auch wegen der Wilderei wurde er nicht belangt.
Kurze Zeit darauf, als Stülpner wieder zu seinem Regimente zurückgekehrt war erdichtet Schönberg dessen Eheschließung mit Christiane Wolf, bald darauf einen tüchtigen Knaben und später eine durch weitere Kinder anwachsende Familie. In Wirklichkeit wurde auch Stülpners drittes Kind, die Tochter Christiane Eleonora, am 4. Januar 1806 noch „unehrlich“ d. h. unehelich geboren und starb schon nach wenigen Tagen.
Beide Biographen bescheinigen Stülpner 1806 die Teilnahme am Feldzug gegen Napoleon. Schönbergs Angabe, dass er zu diesem Zeitpunkt schon wieder neun Jahre gedient habe, verträgt sich nicht mit dem Datum des Wiedereintritts. Nach der Rückkehr der Truppen in die Garnison verzeichnet eine Kompanieliste Stülpner als im Monat Mai 1807 auf Urlaub desertiert. Dies sei aus Enttäuschung geschehen, so behaupten v. Sydow und Schönberg, weil man ihm vergebliche Hoffnungen auf baldige Entlassung und eine Anstellung als Förster gemacht habe.
An dieser Stelle scheidet v. Sydow als Biograph aus, denn in seiner Veröffentlichung vom Sommer 1812 wusste er über Stülpners weiteres Schicksal noch nichts zu berichten, und was er in seinem späteren Roman darüber schrieb, ist offensichtlich frei erfunden.

### 1807 bis 1820, Existenzgründung und Familienleben

Karl Stülpner im Alter von 77 Jahren

Schönberg: Nach seiner neuerlichen Desertion ging Stülpner wieder nach Böhmen, wo er sich in der Nähe von Sebastiansberg auf St. Christoph Hammer eine Schenke pachtete, und seine Familie dahin nachkommen ließ.

Pietzonka: In Zobietitz bei Sonnenberg soll sich der Wildschütz eine Schenke gepachtet haben.
Schönberg: Nachdem 1813 in Sachsen „Generalpardon“ d. h. eine allgemeine Amnestie erlassen worden war, ging die Stülpner-Familie wieder nach Scharfenstein, im Jahre 1814 kaufte sich Stülpner ein Haus in Großolbersdorf.

Pietzonka: Aktenkundig ist, dass am 22. Juli 1816 die Stilpnerin ein Haus kaufte. Ihr Familienname lässt darauf schließen, dass das Paar inzwischen geheiratet hatte. Darauf deutet auch der Registereintrag des vierten Kindes hin: Die Tochter Christiane Concordia wurde am 24. November 1816 „ehrlich“ geboren, starb aber schon nach wenigen Wochen.
Schönberg: In Großolbersdorf blieb Stülpner 5 Jahre, und wanderte dann […] abermals nach Böhmen, wo er sich in Preßnitz niederließ und mit glücklichem Erfolg den Paschhandel trieb. (d. h. illegale Schmuggelgeschäfte) Bald darauf starb daselbst den 15. Octbr. 1820 seine Gattin an den Folgen einer schweren Niederkunft […].

Pietzonka: Nach der Sterbematrikel verstarb Johanne Christiane Stilpner geborene Wolf am 31. Mai 1820 in Preßnitz. […] Ihr Ehemann ist Carl Heinrich Stilpner, Zwirnfabrikant!! (Näheres über dieses Gewerbe Stülpners teilt Pietzonka an dieser Stelle jedoch nicht mit.)

### 1820 bis 1831, zweite Ehe und Rückkehr nach Sachsen

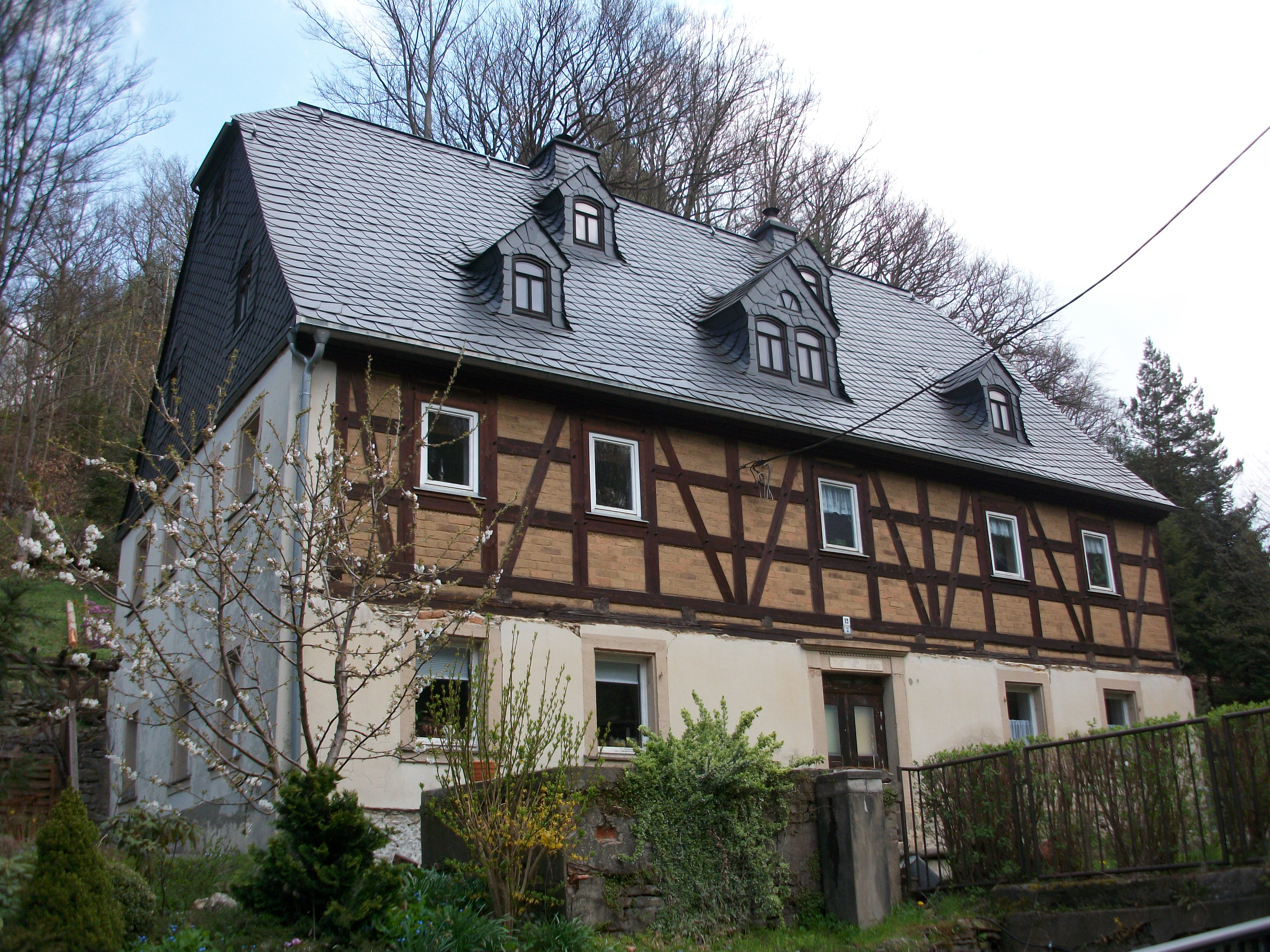
Sterbehaus von Karl Stülpner in Scharfenstein

Am 11. August 1823 heiratete Stülpner in Preßnitz die 31 Jahre jüngere Maria Anna Veronika Wenzora. Neben dem Geburtseintrag ihres bereits am 24. April 1821 unehelich geborenen Sohnes Carl Friedrich findet sich im Preßnitzer Kirchenbuch die Notiz: XXX der Karl Heinrich Stilpner, Taglöhner u. Inwohner allhier Nro 404 hat sich […] als Vater dieses Kindes erklärt und eigenhändig eingezeichnet; welches auch durch die nachfolgende Trauung als ehelich legitimiert wurde. (Falls die drei Kreuze Stülpners eigenhändige Einzeichnung darstellen sollen, deutet dies darauf hin, dass er des Schreibens nicht kundig war.) Ein weiterer Sohn namens Johann kam am 20. August 1828 zur Welt.
Schönberg erwähnt diese Beziehung mit keinem einzigen Wort, er schreibt über die Zeit nach 1820 nur lapidar: Stülpner blieb bis zum Jahre 1828 noch in Böhmen, wo ihn das große Unglück traf, durch den Staar ganz zu erblinden. In dieser für ihn höchst traurigen Lage brachte er bis 1831 zu, wo er sich in Mittweida bei dem nun verstorbenen Stadtrichter Seyfarth der Operation unterwarf, aber nur auf dem linken Auge seine Sehkraft wieder erlangt hat. In einer Fußnote zu dieser Textpassage veröffentlicht Schönberg die Danksagung Stülpners an einen Unterstützer namens Preußler, welcher sich seiner, in dieser für ihn so höchst unglücklichen Lage, nicht nur überaus theilnehmend annahm, sondern auch dafür sorgte, daß er operirt wurde, und selbst noch aus seinen eigenen Mitteln die Kosten der Operation trug, welche sich über 25 Thlr. beliefen […]. Demnach war Stülpner um 1830 wieder nach Sachsen gewechselt. Die Umstände der Trennung von seiner zweiten Frau sind nicht bekannt. Laut Pietzonka war sie nachweislich 1855 noch am Leben.

### 1831 bis 1841, späte Wanderjahre und Ende

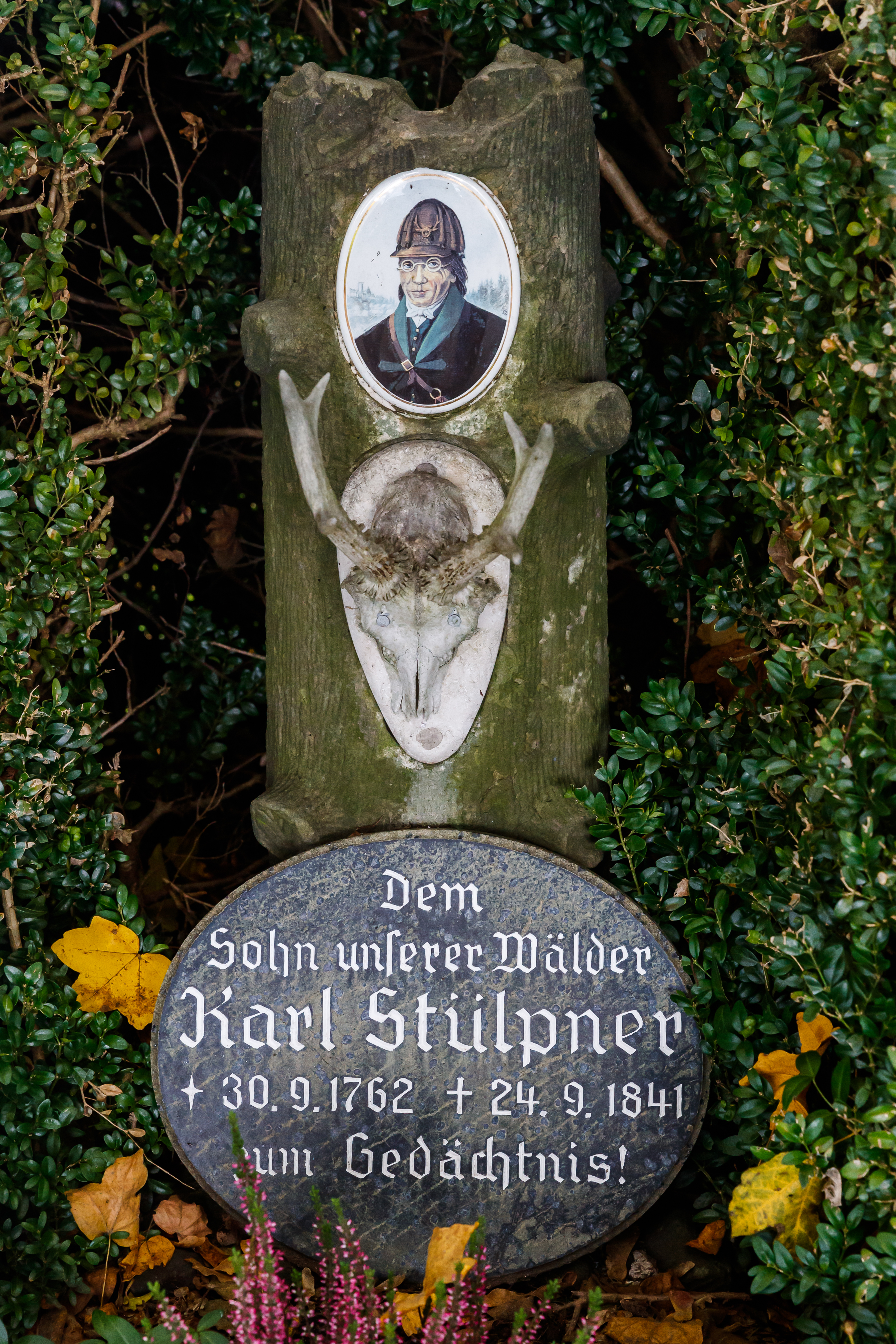
Stülpners Grab auf dem Großolbersdorfer Friedhof

Im Vorwort zu seiner 1835 erschienenen Stülpner-Biographie beschreibt Schönberg den Protagonisten als einen Menschen, der […] in seinem schon gesteigerten Alter so ganz isolirt hier steht, kein bestimmtes und festes Domicilium hat und, hinsichtlich seiner zitternden Hand und geschwächten Sehkraft, nicht vermögend ist, seine dürftige Existenz sich selbst zu sichern […]. Wo Stülpner während dieser Zeit untergekommen war und wovon er lebte, ist nicht belegt.
Mit 72 Jahren wurde Stülpner nochmals Vater. Am 7. Juni 1835 gebar die 24-jährige Auguste Wilhelmine Günther aus Zschopau eine uneheliche Tochter namens Amalie Aemilie, die nach einigen Monaten starb.
Nachdem Schönbergs Buch gedruckt worden war, erhielt Stülpner einen Anteil vom Ertrag sowie einige Exemplare zur eigenen Verfügung. Mit diesen Büchern unerlaubterweise hausierend, wurde Stülpner Anfang August 1835 in Leipzig von der Polizei aufgegriffen und in seinen Heimatort Scharfenstein abgeschoben.
Am 5. Oktober 1839 brachte man Stülpner wegen alter Schwäche und sein Lahmen Bein von Lauta nach Scharfenstein. Anschließend oblag es dem Gemeinderat, für seinen Lebensunterhalt zu sorgen. Man zahlte ihm wöchentlich 6 Groschen aus der Armenkasse, und die Hauswirte des Ortes mussten ihn reihum für jeweils acht Tage beherbergen. Am 24. September 1841 starb Karl Stülpner knapp 79-jährig an Entkräftung. Sein Grab auf dem Großolbersdorfer Friedhof ist bis heute erhalten.

## Verfilmung
Die siebenteilige Serie Stülpner-Legende des Fernsehens der DDR (1973) mit Manfred Krug in der Hauptrolle schildert in freier Adaption einige legendäre Episoden aus Stülpners Leben etwa aus der Zeit von 1779 bis 1795.

## Ehrungen
Im Jahr 2000 wurde der am 29. Dezember 1998 in der Volkssternwarte Drebach entdeckte Planetoid 1998 YH27 nach Karl Stülpner benannt. Er trägt die offizielle Bezeichnung (13816) Stülpner und bewegt sich zwischen den Planeten Mars und Jupiter um die Sonne.

## Bier
In Olbernhau wurde bis 2009 ein nach Stülpner benanntes Starkbier gebraut. Seither wird es saisonal für die Inhaberin der Markenrechte im Eichsfeld in Thüringen hergestellt und abgefüllt und durch sie aus Olbernhau vertrieben.